# Ciofrângeni
Ciofrângeni è un comune della Romania di 2 564 abitanti, ubicato nel distretto di Argeș, nella regione storica della Muntenia.
Il comune è formato dall'unione di 5 villaggi: Burcuși, Ciofrângeni, Lacurile, Piatra, Schitu Matei.